# Gas de Bose
Un  gas de Bose ideal es una versión mecánico-cuántica del gas ideal clásico. Los gases de Bose están compuestos de bosones, los cuales tienen un valor entero de  espín y obedecen la estadística de Bose-Einstein. La mecánica estadística de los bosones fue desarrollada por Satyendra Nath Bose para  un gas de fotones, y fue extendida para partículas con masa por Albert Einstein, quien se dio cuenta de que un gas ideal de bosones formaría un estado condensado a una temperatura lo suficientemente baja, a diferencia de un gas ideal clásico. Este estado es conocido como condensado de Bose-Einstein.

## Aproximación de Thomas–Fermi
La termodinámica de un gas de Bose ideal se puede calcular de manera más eficaz utilizando la función de partición macrocanónica. Dicha función, para un gas de Bose está dada por:
{\displaystyle {\mathcal {Z}}(z,\beta ,V)=\prod _{i}\left(1-ze^{-\beta \epsilon _{i}}\right)^{-g_{i}}.}
Cada término en el producto corresponde a una energía particular εi , gi  es el número de estados con energía εi  y z  es la actividad absoluta (o «fugacidad»), la cual puede expresarse también  en términos del potencial químico μ definiendo:
{\displaystyle z(\beta ,\mu )=e^{\beta \mu }}
y β definida como:
{\displaystyle \beta ={\frac {1}{kT}},}
donde k  es la constante de Boltzmann y T  es la temperatura. Todas las cantidades termodinámicas pueden derivarse de la función de partición macrocanónica. Consideraremos a todas las cantidades termodinámicas como funciones de únicamente tres variables z , β (o T ), y V. Todas las derivadas parciales se toman con respecto a una de estas tres variables, tomando como constantes las otras dos. Es más conveniente trabajar con el gran potencial adimensional, definido como:
{\displaystyle \Omega =-\ln({\mathcal {Z}})=\sum _{i}g_{i}\ln \left(1-ze^{-\beta \epsilon _{i}}\right).}
En el modelo de Thomas-Fermi, se hace la suposición de que la energía promedio es mucho mayor a la diferencia entre los diferentes niveles por lo cual, la suma en la ecuación anterior puede aproximarse como una integral:
{\displaystyle \Omega \approx \int _{0}^{\infty }\ln \left(1-ze^{-\beta E}\right)\,dg.}
La degeneración dg  puede expresarse en muchas situaciones diferentes con la fórmula general:
{\displaystyle dg={\frac {1}{\Gamma (\alpha )}}\,{\frac {E^{\,\alpha -1}}{E_{c}^{\alpha }}}~dE}
donde α es una constante, {\displaystyle E_{c}} es una «energía crítica», y Γ es la función Gamma. Por ejemplo, para un gas de Bose masivo dentro de una caja, α = 3/2 y la energía crítica está dada por:
{\displaystyle {\frac {1}{(\beta E_{c})^{\alpha }}}={\frac {Vf}{\Lambda ^{3}}},}
donde Λ es la longitud de onda térmica de De Broglie. Para un gas de Bose en una trampa armónica tendremos que α = 3 y la energía crítica está dada por:
{\displaystyle {\frac {1}{(\beta E_{c})^{\alpha }}}={\frac {f}{(\hbar \omega \beta )^{3}}},}
donde V(r) = mω2r2/2  es el potencial armónico. Se puede ver que Ec  es función únicamente del volumen.
Podemos resolver la ecuación para el gran potencial integrando la serie de Taylor del integrando, término a término, o dándonos cuenta que este es proporcional a la transformada de Mellin de Li1[z exp(-β E)], siendo Lis(x) la función polilogarítmica. La solución es:
{\displaystyle \Omega \approx -{\frac {{\textrm {Li}}_{\alpha +1}(z)}{\left(\beta E_{c}\right)^{\alpha }}}.}
El problema con esta aproximación continua para un gas de Bose es que el estado base ha sido ignorado de manera efectiva, dando una degeneración de cero para una energía cero. Esta imprecisión se vuelve seria cuando se trabaja con un condensado de Bose-Einstein y será tratada en la siguiente sección.

## Inclusión del estado base
El número total de partículas se encuentra a partir del gran potencial:
{\displaystyle N=-z{\frac {\partial \Omega }{\partial z}}\approx {\frac {{\textrm {Li}}_{\alpha }(z)}{(\beta E_{c})^{\alpha }}}.}
El término que contiene el polilogaritmo debe ser siempre real y positivo, y el máximo valor posible ocurre a z =1 , que es donde tiene el valor de ζ(α), con ζ la función zeta de Riemann. Para un valor fijo de N , el máximo valor posible que β puede tener es un valor crítico βc , donde
{\displaystyle N={\frac {\zeta (\alpha )}{(\beta _{c}E_{c})^{\alpha }}}.}
Esto corresponde a una temperatura crítica Tc = 1/kβc, debajo de la cual la aproximación de Thomas-Fermi deja de ser válida. La ecuación anterior puede resolverse para la temperatura crítica:
{\displaystyle T_{c}=\left({\frac {N}{\zeta (\alpha )}}\right)^{1/\alpha }{\frac {E_{c}}{k}}}
Por ejemplo, para {\displaystyle \alpha =3/2}, y usando el valor anterior de {\displaystyle E_{c}} se obtiene:
{\displaystyle T_{c}=\left({\frac {N}{Vf\zeta (3/2)}}\right)^{2/3}{\frac {h^{2}}{2\pi mk}}.}
De nuevo, en este momento somos incapaces de calcular resultados por debajo de la temperatura crítica, dado que el número de partículas utilizado en la ecuación anterior se vuelve negativo. El problema aquí es que la aproximación de Thomas-Fermi fija la degeneración del estado base en cero, lo cual es incorrecto. No hay un estado base acorde al condensado, y por lo tanto la ecuación deja de ser válida. Resulta, sin embargo, que la ecuación anterior da una estimación bastante precisa del número de partículas en los estados excitados. Entonces, no es mala aproximación simplemente introducir un término para el estado base:

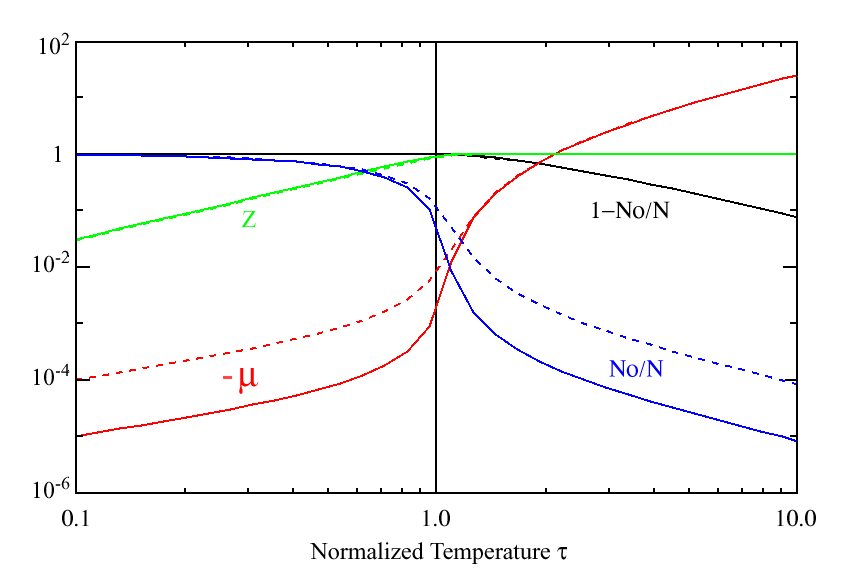
Figura 1: Varios parámetros para un gas de Bose como función de la temperatura normalizada τ. El valor de α es 3/2. Las líneas sólidas corresponden a N = 10.000, las líneas son para N = 1000. Las líneas negras son la fracción de partículas excitadas, las azules son la fracción de partículas condensadas. El negativo del potencial químico μ se muestra en rojo, y las líneas verdes son los valores de z. Se ha supuesto que k =ε_{c} = 1.

{\displaystyle N=N_{0}+{\frac {{\textrm {Li}}_{\alpha }(z)}{(\beta E_{c})^{\alpha }}},}
donde N0  es el número de partículas del condensado en el estado base:
{\displaystyle N_{0}={\frac {g_{0}\,z}{1-z}}.}
Ahora, esta ecuación puede resolverse para una temperatura de cero absoluto. La Fig. 1 muestra los resultados de la solución a esta ecuación para α = 3/2, con k = εc = 1, que corresponde a un gas de bosones en una caja. La línea negra sólida es la fracción de estados excitados 1-N0/N  para N = 10.000 y la línea negra punteada es la solución para N = 1000. Las líneas azules son la fracción de partículas condensadas N0/N . Las líneas rojas representan valores del negativo del potencial químico μ y las líneas verdes representan los valores correspondientes z . El eje horizontal es la temperatura normalizada τ, definida por
{\displaystyle \tau ={\frac {T}{T_{c}}}.}
Puede verse que cada uno de estos parámetros se vuelve lineal en τα en el límite de baja temperatura, excepto el potencial químico, que es lineal en 1/τα en el límite de alta temperatura. Conforme el número de partículas se incrementa, las fracciones condensadas y excitadas tienden a una discontinuidad en la temperatura crítica.
La ecuación para el número de partículas puede escribirse en términos de la temperatura normalizada como:
{\displaystyle N={\frac {g_{0}\,z}{1-z}}+N~{\frac {{\textrm {Li}}_{\alpha }(z)}{\zeta (\alpha )}}~\tau ^{\alpha }}
Para N  y τ dadas, esta ecuación puede resolverse para τα. Entonces puede encontrarse una solución en serie para z , por el método de inversión de series, ya sea en potencias de τα o como una expansión asintótica en potencias inversas de τα. A partir de estas expansiones, se puede encontrar el comportamiento del gas  cerca de T = 0 y cuando T  tiende a infinito. En particular, estamos interesados en el límite cuando N  tiende a infinito, que puede ser determinado fácilmente a partir de estas expansiones.

## Termodinámica
Añadir el estado base a la ecuación para el número de partículas es equivalente a añadir el término para el estado base correspondiente en el gran potencial:
{\displaystyle \Omega =g_{0}\ln(1-z)-{\frac {{\textrm {Li}}_{\alpha +1}(z)}{\left(\beta E_{c}\right)^{\alpha }}}}
Todas las propiedades termodinámicas pueden calcularse ahora a partir del gran potencial. La siguiente tabla enumera diferentes cantidades termodinámicas calculadas en el límite de baja temperatura y de alta temperatura, así como en el límite de un número de partículas infinito. El signo de igualdad (=) indica un resultado exacto, mientras que el signo de aproximación (≈) indica que solamente se muestran los primeros términosde la serie en {\displaystyle \tau ^{\alpha }}.
| Cantidad                                                                         | General                                                                                        | {\displaystyle T\ll T_{c}\,}                                                       | {\displaystyle T\gg T_{c}\,} |
| z                                                                                |                                                                                                | {\displaystyle =1\,}                                                               | {\displaystyle \approx {\frac {\zeta (\alpha )}{\tau ^{\alpha }}}-{\frac {\zeta ^{2}(\alpha )}{2^{\alpha }\tau ^{2\alpha }}}}             |
| fracción de vapor {\displaystyle 1-{\frac {N_{0}}{N}}\,}                         | {\displaystyle ={\frac {{\textrm {Li}}_{\alpha }(z)}{\zeta (\alpha )}}\,\tau ^{\alpha }}       | {\displaystyle =\tau ^{\alpha }\,}                                                 | {\displaystyle =1\,} |
| Ecuación de estado {\displaystyle {\frac {PV\beta }{N}}=-{\frac {\Omega }{N}}\,} | {\displaystyle ={\frac {{\textrm {Li}}_{\alpha \!+\!1}(z)}{\zeta (\alpha )}}\,\tau ^{\alpha }} | {\displaystyle ={\frac {\zeta (\alpha \!+\!1)}{\zeta (\alpha )}}\,\tau ^{\alpha }} | {\displaystyle \approx 1-{\frac {\zeta (\alpha )}{2^{\alpha \!+\!1}\tau ^{\alpha }}}}                                                     |
| Energía libre de Gibbs {\displaystyle G=\ln(z)\,}                                | {\displaystyle =\ln(z)\,}                                                                      | {\displaystyle =0\,}                                                               | {\displaystyle \approx \ln \left({\frac {\zeta (\alpha )}{\tau ^{\alpha }}}\right)-{\frac {\zeta (\alpha )}{2^{\alpha }\tau ^{\alpha }}}} |
| -------------------------------------------------------------------------------- | ---------------------------------------------------------------------------------------------- | ---------------------------------------------------------------------------------- | --- |

Se puede ver que todas las cantidades se acercan a los valores para un gas ideal clásico en el límite de temperaturas grandes. Los valores anteriores pueden utilizarse para calcular otras cantidades termodinámicas. Por ejemplo, la relación entre energía interna y el producto de la presión y el volumen es la misma que para el gas ideal clásico a toda temperatura:
{\displaystyle U={\frac {\partial \Omega }{\partial \beta }}=\alpha PV.}
Ocurre una situación similar para el calor específico a volumen constante:
{\displaystyle C_{v}={\frac {\partial U}{\partial T}}=k(\alpha +1)\,U\beta .}
La entropía está dada por:
{\displaystyle TS=U+PV-G\,}
Nótse que en el límite para altas temperaturas se tiene que
{\displaystyle TS=(\alpha +1)+\ln \left({\frac {\tau ^{\alpha }}{\zeta (\alpha )}}\right),}
lo cual, para α=3/2, es simplemente una reformulación de la ecuación de Sackur-Tetrode. Bosones con interacción tipo delta se comportan como fermiones; obedecen el principio de exclusión de Pauli. En una dimensión, un gas con interacción delta puede resolverse de manera exacta por medio del ansatz de Bethe. La energía libre de bulto y los potenciales termodinámicos fueron calculados por Chen Nin Yang. Se han evaluado también funciones de correlación para el caso unidimensional. El gas de Bose unidimensional es equivalente a la ecuación de Schrödinger no lineal.